# Patricia Canino
Pour les articles homonymes, voir Canino.
Patricia Canino, née en 1952, est une monteuse et réalisatrice française. Elle est également photographe plasticienne.
Elle est surtout connue pour son travail sur le film Jeanne Dielman, 23, quai du Commerce, 1080 Bruxelles de Chantal Akerman, sorti en 1975. Ce film est souvent considéré comme l'un des plus importants de l'histoire du cinéma et a été élu meilleur film de tous les temps par la revue Sight and Sound en 2022.

## Biographie
Après avoir étudié le cinéma à l'Institut national des Arts du spectacle à Bruxelles, Patricia Canino commence sa carrière de monteuse à l'âge de 23 ans avec Jeanne Dielman. Elle a également travaillé comme photographe et réalisatrice, explorant des techniques variées pour transformer les images et créer des œuvres poétiques et expérimentales.
Elle vit et travaille à Paris, où elle expérimente des techniques cinématographiques et photographiques.

## Filmographie partielle

### Au cinéma
- 1975 :  Jeanne Dielman, 23, quai du Commerce, 1080 Bruxelles de Chantal Akerman
- 1976 :  Le Choix
- 1977 :  La Rose  (court métrage)
- 1978 :  Deus lo volt
- 1981 :  21:12 piano bar
- 1987 :  Après le vent des sables
- 2009 :  Colours for Tears  (vidéo, également scénariste et réalisatrice)
- 2019 :  Everything's ok  (court métrage)

## Publications
- François-Olivier Rousseau (auteur) et Patricia Canino (photographe), Corps de pierre : gisants de la basilique de Saint-Denis, Regard, 1999  (ISBN 2841051129)

## Récompenses et distinctions
En photographie
- 1993 : prix Roger Pic pour sa série Natures